# Saint-Martin-lès-Melle
Saint-Martin-lès-Melle is een plaats en voormalige gemeente in het Franse departement Deux-Sèvres in de regio Nouvelle-Aquitaine en telt 709 inwoners (1999). De plaats maakt deel uit van het arrondissement Niort.

## Geschiedenis
Saint-Martin-lès-Melle is op 1 januari 2019 gefuseerd met de gemeenten Mazières-sur-Béronne, Melle, Paizay-le-Tort en Saint-Léger-de-la-Martinière tot een nieuwe gemeente, eveneens geheten Melle. 

## Geografie
De oppervlakte van Saint-Martin-lès-Melle bedraagt 9,1 km², de bevolkingsdichtheid is 77,9 inwoners per km².
De onderstaande kaart toont de ligging van Saint-Martin-lès-Melle met de belangrijkste infrastructuur en aangrenzende gemeenten.

## Demografie
Onderstaande figuur toont het verloop van het inwonertal.
Mazières-sur-Béronne · Melle · Paizay-le-Tort · Saint-Léger-de-la-Martinière · Saint-Martin-lès-Melle